# Грегг, Адам
Адам Грегг (англ. Adam Gregg; род. 26 апреля 1983, Хейварден, Айова) — американский государственный и политический деятель. Действующий вице-губернатор штата Айова с 2019 года. Ранее занимал должность исполняющего обязанности вице-губернатора с 2017 по 2019 год. Член Республиканской партии, занимал должность государственного защитника штата Айова с 2014 по 2017 год. Был кандидатом от Республиканской партии на должность генерального прокурора штата Айова на выборах в ноябре 2014 года.

## Биография
Родился в Гардене, штат Айова. В 2006 году окончил Центральный колледж Айовы со степенью бакалавра искусств по политологии и истории. С 2006 по 2009 год учился на юридическом факультете Университета Дрейка с полной стипендией и окончил его с отличием. Там получил факультетскую премию Уильяма и Эллен Куни Хой и был младшим сотрудником журнала Drake Law Review.
Во время учебы в Центральном колледже проходил стажировку в Министерстве обороны США, Конгрессе США и парламенте Великобритании. Во время учебы на юридическом факультете Университета Дрейка помогал в работе председателю Верховного суда Айовы Марку Кэди.
В 2014 году был кандидатом от Республиканской партии на должность генерального прокурора Айовы. Проиграл действующему на тот момент генеральному прокурору от Демократической партии Тому Миллеру.
8 декабря 2014 года был назначен общественным защитником штата Айова губернатором Терри Бранстедом.
В 2017 году Ким Рейнольдс заняла должность губернатора, когда Терри Бранстед подал в отставку и стал послом США в Китае. Из-за противоречий в конституции Айовы и консультативного заключения, выданного генеральным прокурором Томом Миллером, возник некоторый спор относительно полномочий Ким Рейнольдс в праве назначать нового вице-губернатора, если она покинет свою должность вице-губернатора. Чтобы избежать возможных судебных разбирательств, 25 мая 2017 года она назначила Адама Грегга исполняющим обязанности вице-губернатора штата Айова, который имел все полномочия по указанной должности. После назначения на должность ему назначили зарплату для должности вице-губернатора (103 212 долларов США в год).
Ким Рейнольдс выбрала Адама Грегга кандидатом на должность вице-губернатора на выборах 2018 года. Он был приведен к присяге в качестве 47-го вице-губернатора Айовы 18 января 2019 года.

## Личная жизнь
Женат на Кэри Грегг. У пары двое детей: Джексон и Лорен.